# Пиренейская серна
Пиренейская серна (лат. Rupicapra pyrenaica) — парнокопытное млекопитающее из подсемейства козьих семейства полорогих.

## Ареал и места обитания
Вид распространён в Андорре, Франции, Италии, Испании. Высотный диапазон обитания 400—2800 метров над уровнем моря.
Встречается в альпийских лугах, на каменистых участках, в лесных долинах и нижних частях склонов в горных районах. Этот вид в целом остается на уровне выше 1800 метров на альпийских лугах в тёплые месяцы года. В конце осени и зимой, как известно, спускаются ниже 1100 метров. В последние годы некоторые группы животных начали постоянно населять леса. Самки живут в группах с молодыми животными, в то время как самцы живут большую часть года одиночками. Питаются травами, мхами, лишайниками и другим растительным кормом. После 170-дневной беременности, самка рождает весной, как правило, одного детёныша; двойня и тройня редки.

## Описание
Высота в холке 76-81 см, длина тела 90-130 см, длина хвоста 3-4 см, вес 24-50 кг. Волосы летнего меха длиной всего 4 см, рыжевато-коричневые. Зимний мех образован длинными и толстыми волосами длиной 10-20 см и пушистым подшёрстком. Зимний мех черновато-коричневого цвета с большими белыми площадями на шее, плечах, боках. Тонкие чёрные рога длиной 15,2-20,3 см у обоих полов.

## Подвиды
Пиренейская серна образует 3 подвида, которые в настоящее время некоторыми исследователями рассматриваются как отдельные виды:
- Rupicapra pyrenaica pyrenaica (= Rupicapra pyrenaica) — Пиренейская серна[2], Пиренейские горы;
- Rupicapra pyrenaica ornata (= Rupicapra ornata) — Абруцкая серна[4], центральная часть Апеннинских гор;
- Rupicapra pyrenaica parva (= Rupicapra parva) — Кантабрийская серна[2], Кантабрийские горы на севере Пиренейского полуострова.

## Фото

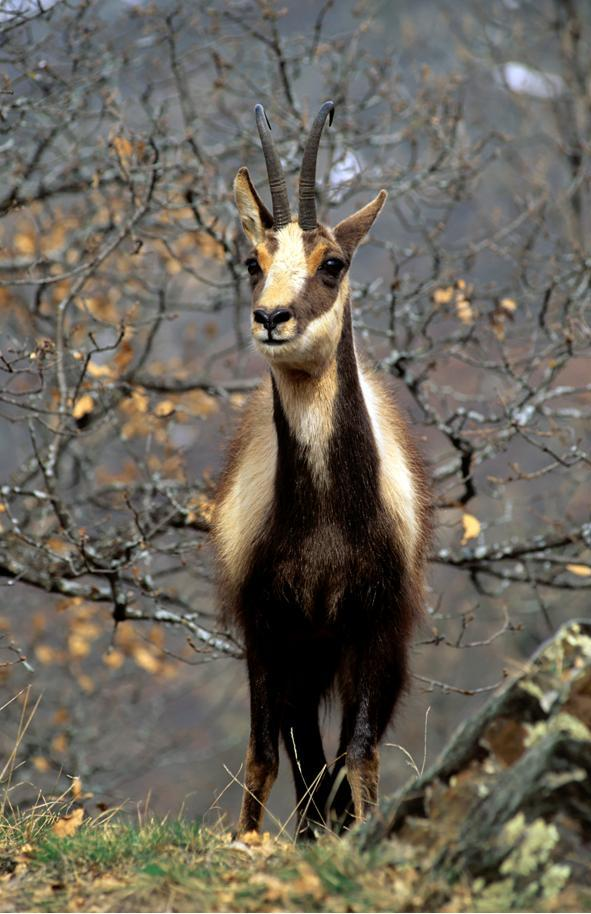
Кантабрийская серна (R. p. parva), самец в зимнем меху.
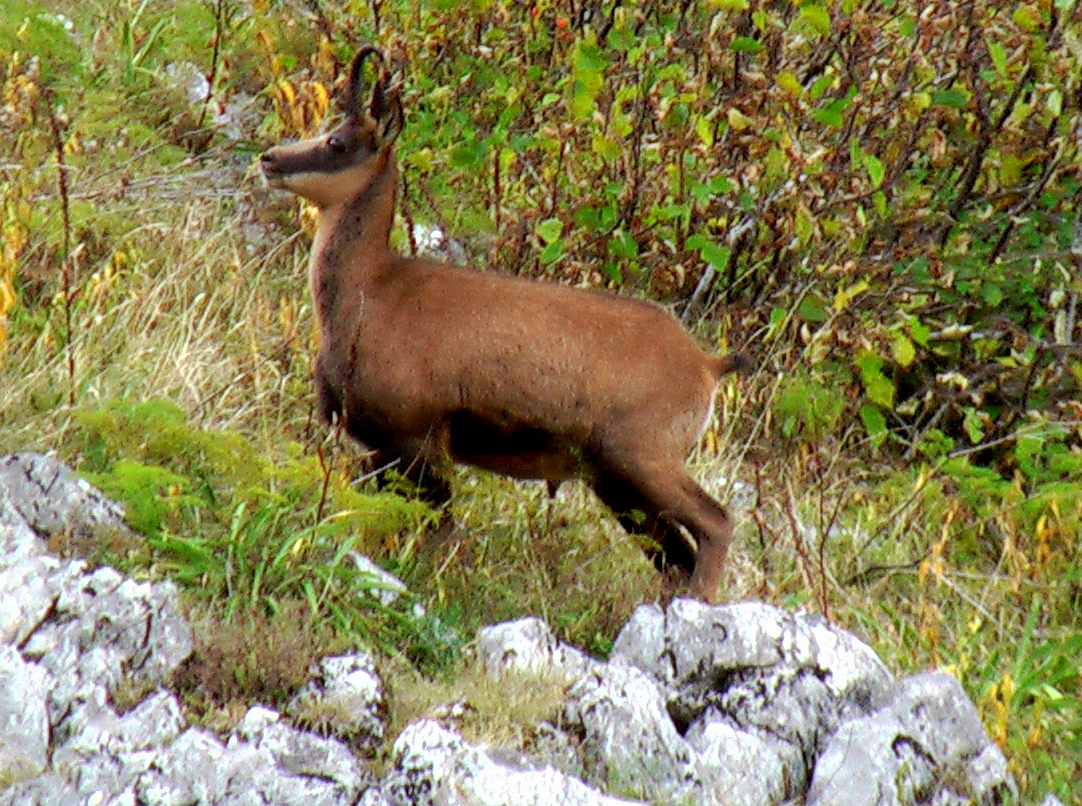
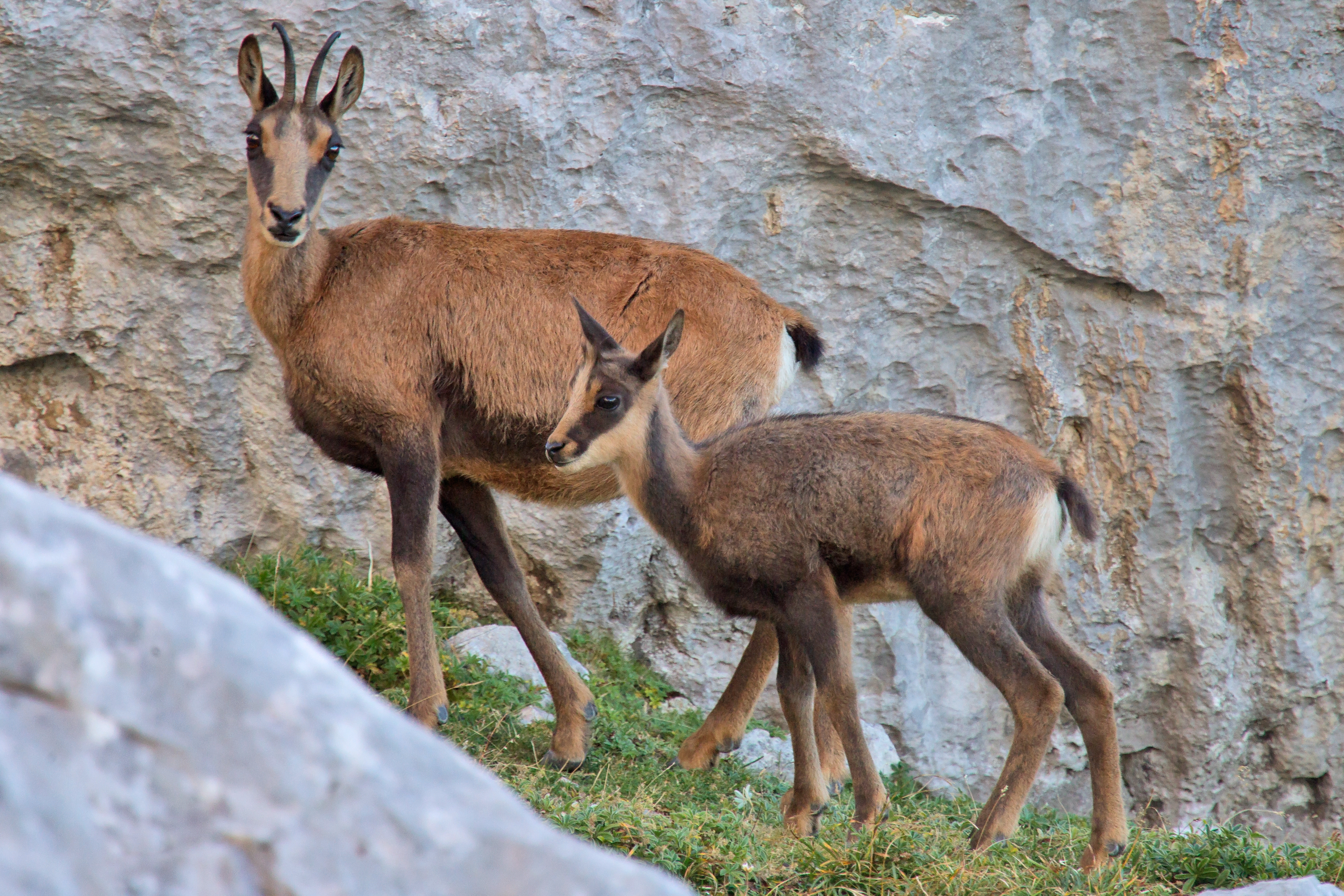
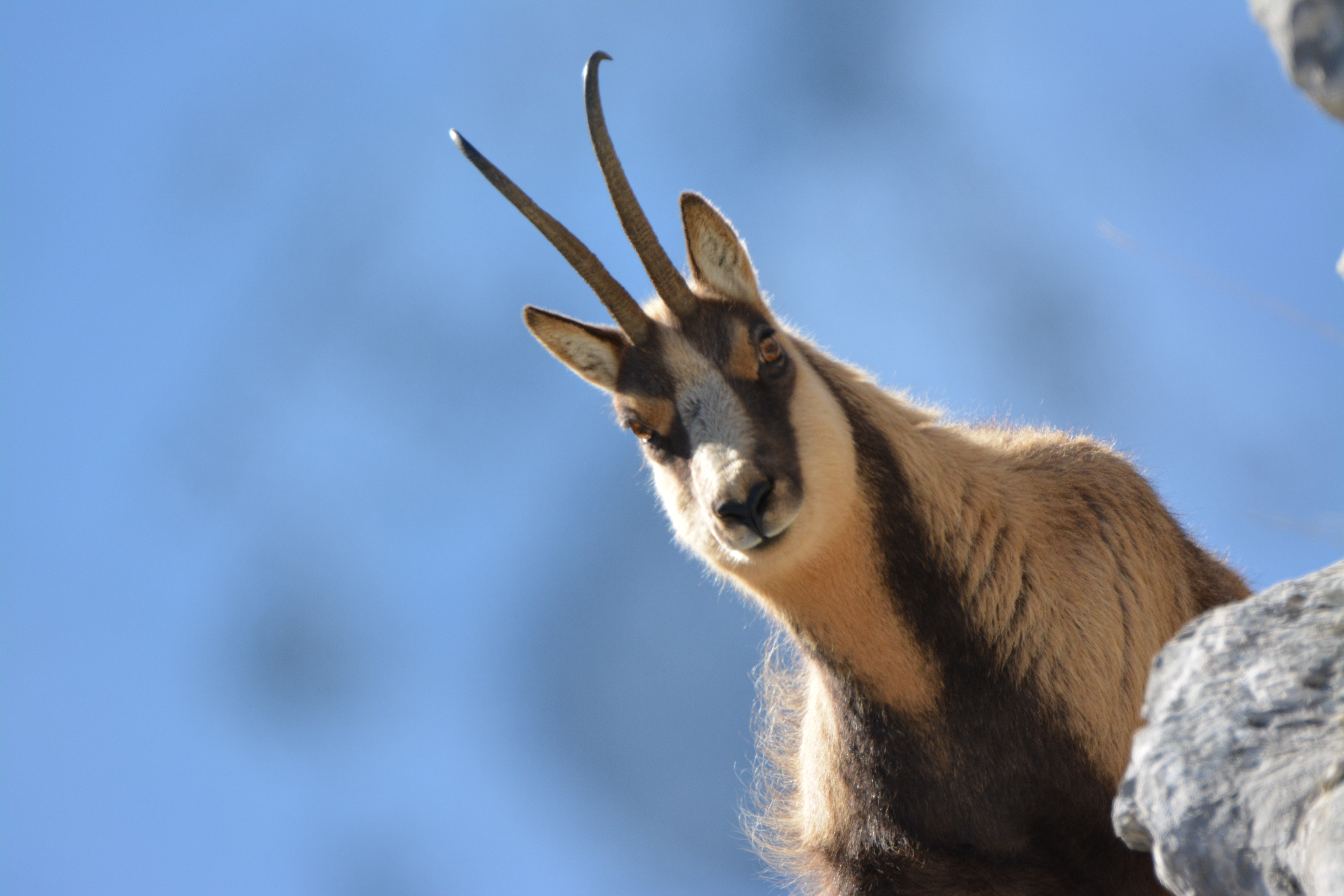
Абруцкая серна (R. p. ornata)